# Carol Haney
Carol Haney (née Carolyn Haney le 24 décembre 1924 et morte le 10 mai 1964) est une danseuse et actrice américaine.

## Biographie
Haney naît à New Bedford. Elle commence la danse à cinq ans et ouvre une école de danse alors qu'elle est encore adolescente.
Après le lycée, elle part à Hollywood et est remarquée par Jack Cole, dont elle devient la partenaire de danse et l'assistante de 1946 à 1948.
En 1949, elle est embauchée comme assistante chorégraphe de Gene Kelly et participe avec lui à plusieurs comédies musicales de la Metro-Goldwyn-Mayer.
En 1953, elle danse avec Bob Fosse dans le film Embrasse-moi, chérie. Impressionné par sa performance, Fosse la recommande pour jouer dans The Pajama Game sur Broadway l'année suivante. Elle reçoit un Tony Award et deux prix Donaldson pour ce rôle. En mai 1954, blessée à la cheville, elle est remplacée par Shirley MacLaine, découverte à cette occasion par Hal B. Wallis,.
Dans les années qui suivent, elle continue à se produire mais souffre d'un trac extrêmement handicapant et arrête les performances sur scène.
Elle devient donc chorégraphe à nouveau, et remporte trois Tony Awards à ce rôle[réf. souhaitée].
Elle meurt à Saddle River en 1964, six semaines après l'ouverture de Funny Girl, qu'elle a chorégraphié. Elle meurt d'une pneumonie aggravée par le diabète et l'alcoolisme.